# Daniel Dumreicher
Daniel Dumreicher, ab 1824 von Dumreicher (* 1791 in Kempten; † 20. Oktober 1848 in Alexandria) war ein deutscher Großkaufmann in Ägypten. Bekannt wurde er besonders durch seine Unterstützung von Forschungsreisenden und durch die Vermittlung ägyptischer Altertümer für europäische Kunstsammlungen.

## Herkunft, frühe Jahre und Familie
Daniel Dumreicher entstammte einer Handwerkerfamilie der protestantischen Reichsstadt Kempten. Sein Vater Balthasar Dumreicher war Perückenmacher und Friseur. Entfernte Beziehungen bestanden zu einem in Dänemark zu Ansehen und Wohlstand gekommenen Familienzweig und zu den Inhabern des renommierten Handelshauses Österreicher in Triest. In diese Adriastadt wurde er mit 14 Jahren zur Ausbildung gegeben. Daniel Dumreicher lernte wichtige Hafenplätze des östlichen Mittelmeerraumes kennen und gründete schließlich 1814 zusammen mit seinem älteren Bruder David (1785–1852) und seinem jüngeren Bruder Jakob (1796–1828?) eine eigene Handlung in Alexandria. Begünstigt wurden sie dabei durch das Bemühen des ägyptischen Vizekönigs, Muhammad Ali Paschas, um engere Beziehungen zu Europa.
1826 heiratete Daniel Dumreicher Sophie Balthalon, die Stieftochter Bernardino Drovettis, der als französischer Konsul, Ausgräber und Kunsthändler eine einflussreiche Persönlichkeit in Ägypten war. Von den Nachkommen dieser Verbindung verdient vor allem der Enkel André von Dumreicher (1865–1953) Erwähnung. Als Kommandeur einer Kamelreiterabteilung der Egyptian Coast Guard leistete einen wesentlichen Beitrag zur Erkundung und Befriedung der ägyptischen Wüstengebiete.

## Konsul und „Vater der Deutschen“ in Ägypten
Eine wichtige Aufwertung von Daniel Dumreichers sozialer Stellung in Ägypten bedeutete 1816 seine Ernennung zum dänischen Vizekonsul, 1823 zum Konsul. Er nahm sich auch deutscher Reisender an, die der Unterstützung und Hilfe bedurften. Unter anderem förderte er die Unternehmungen des Architekten Franz Christian Gau, des Naturkundlers Georg Wilhelm Schimper, des Botanikers Theodor Kotschy und des Geologen Joseph Russegger. Dumreicher erwirkte die Freilassung des als „Muselmann aus Schwaben“ bekannt gewordenen Jakob Noa Epp, Sohn württembergischer Auswanderer, der in die Sklaverei verschleppt worden war. Hermann Fürst von Pückler-Muskau hebt in den Erinnerungen an seine Nilfahrt hervor, dass sich Dumreicher hier „den Beinamen ‚Vater der Deutschen‘“ erworben habe. Wegen dieser Verdienste veranlasste Herzog Max in Bayern 1839 nach seiner Orientreise, dass Dumreicher mit dem Ritterkreuz des Michaels-Ordens ausgezeichnet wurde. 

## Politischer Beobachter
Über anderthalb Jahrzehnte verfasste Daniel Dumreicher als Korrespondent der Allgemeinen Zeitung etwa 190 Berichte und Meldungen. Er beeinflusste damit nicht unwesentlich das deutsche Ägyptenbild. Im Unterschied zu anderen politischen Beobachtern bemühte sich Dumreicher um eine ausgewogene Beurteilung der Regierung Muhammad Alis, wobei allerdings deren negative Aspekte immer deutlicher hervortraten.

## Vermittler von Altertümern
Die Ägyptische Expedition Napoleons hatte die Aufmerksamkeit Europas auf die Zeugnisse der frühen Hochkultur am Nil gelenkt. Planmäßig wurden nun entsprechende Sammlungen angelegt oder erweitert. Die Brüder Dumreicher bedienten dieses Interesse. 1818 hatte David Dumreicher dem bayerischen König eine Mumie samt hölzernem Sarkophag überbracht (heute Staatliches Museum Ägyptischer Kunst in München). Daniel Dumreicher bedachte ab 1819 mit seinen Schenkungen vor allem den König von Dänemark und den dänischen Bischof und Orientalisten Friedrich Münter. Die Objekte aus der Pharaonenzeit befinden sich jetzt in verschiedenen Sammlungen in Kopenhagen, vor allem im Nationalmuseum (Nationalmuseet) und in der Ny Carlsberg Glyptotek. In The David Collection (Davids Samling) in Kopenhagen wird eine kufische Inschrift vom Nilometer auf der Insel Roda gezeigt, die Dumreicher für Münter aus der Wand des frühislamischen Gebäudes brechen ließ. Die Ernennung Dumreichers zum Ritter des Danebrog-Ordens 1824 ist in engem Zusammenhang mit diesen Lieferungen zu sehen. Vermutlich gleichfalls als Geschenk Daniel Dumreichers gelangten Mumie und Sarg der Taditjaina nach Württemberg. Dieses Ensemble gehört heute zum Bestand der Ägyptischen Sammlung der Universität Tübingen.